# Não-Me-Toque
Não-Me-Toque é um município brasileiro do estado do Rio Grande do Sul.

## História
A partir de 1949 começam a chegar os imigrantes holandeses e o município passa a ser o berço da imigração holandesa no Rio Grande do Sul.
Em 18 de dezembro de 1954 foi criado o município de Não-Me-Toque, sendo instalado em 28 de fevereiro de 1955.

### Agricultura de precisão
Em 29 de outubro de 2009 a municipalidade recebeu o título de "Capital Nacional da Agricultura de Precisão".

## Eventos
O município sedia anualmente, na primeira quinzena do mês de março, a Expodireto Cotrijal, famoso evento de agronegócios no Rio Grande do Sul. Geralmente tem início na segunda-feira e término na sexta-feira da mesma semana.

## Galeria

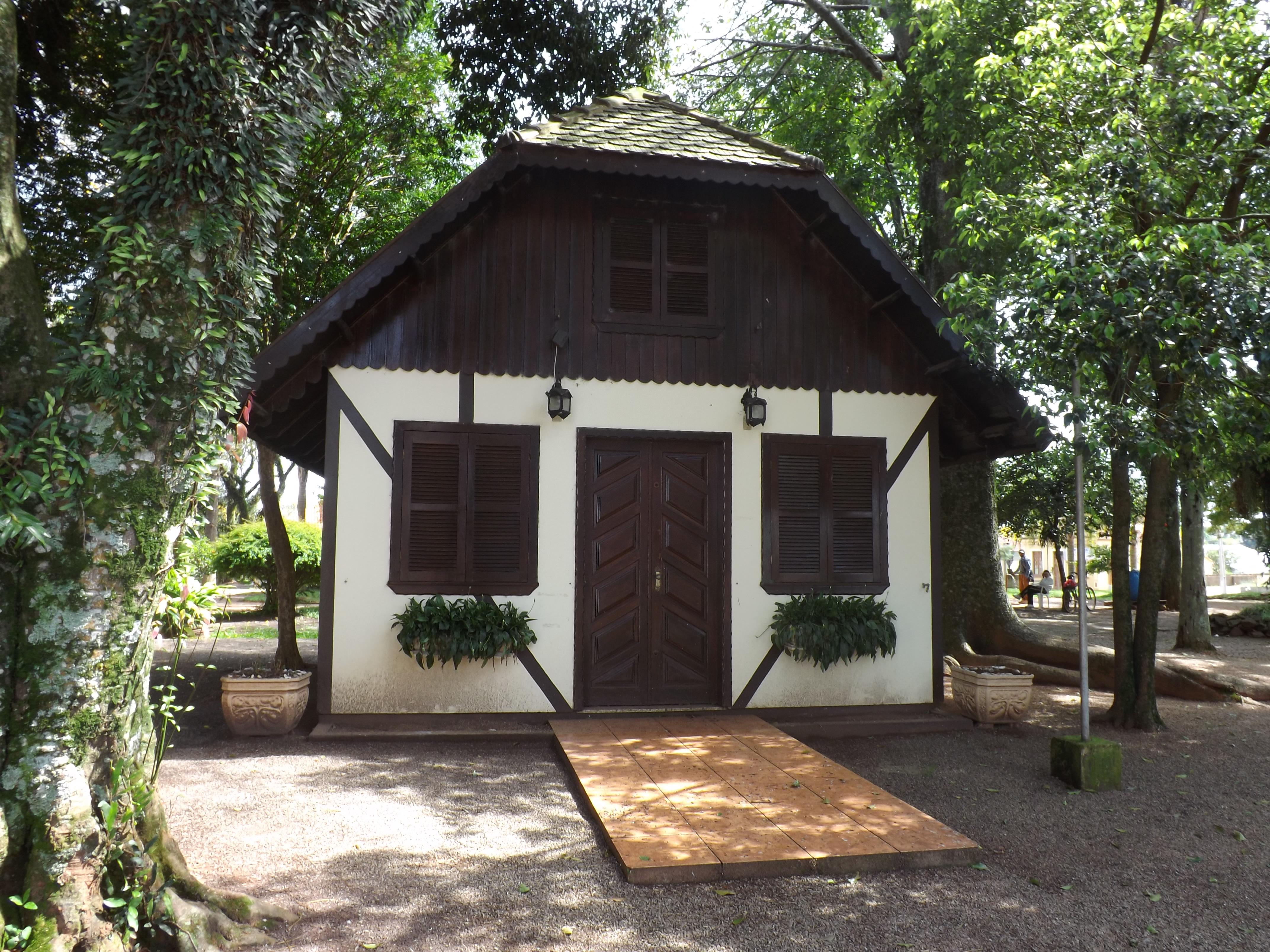
Casa em estilo arquitetônico alemão
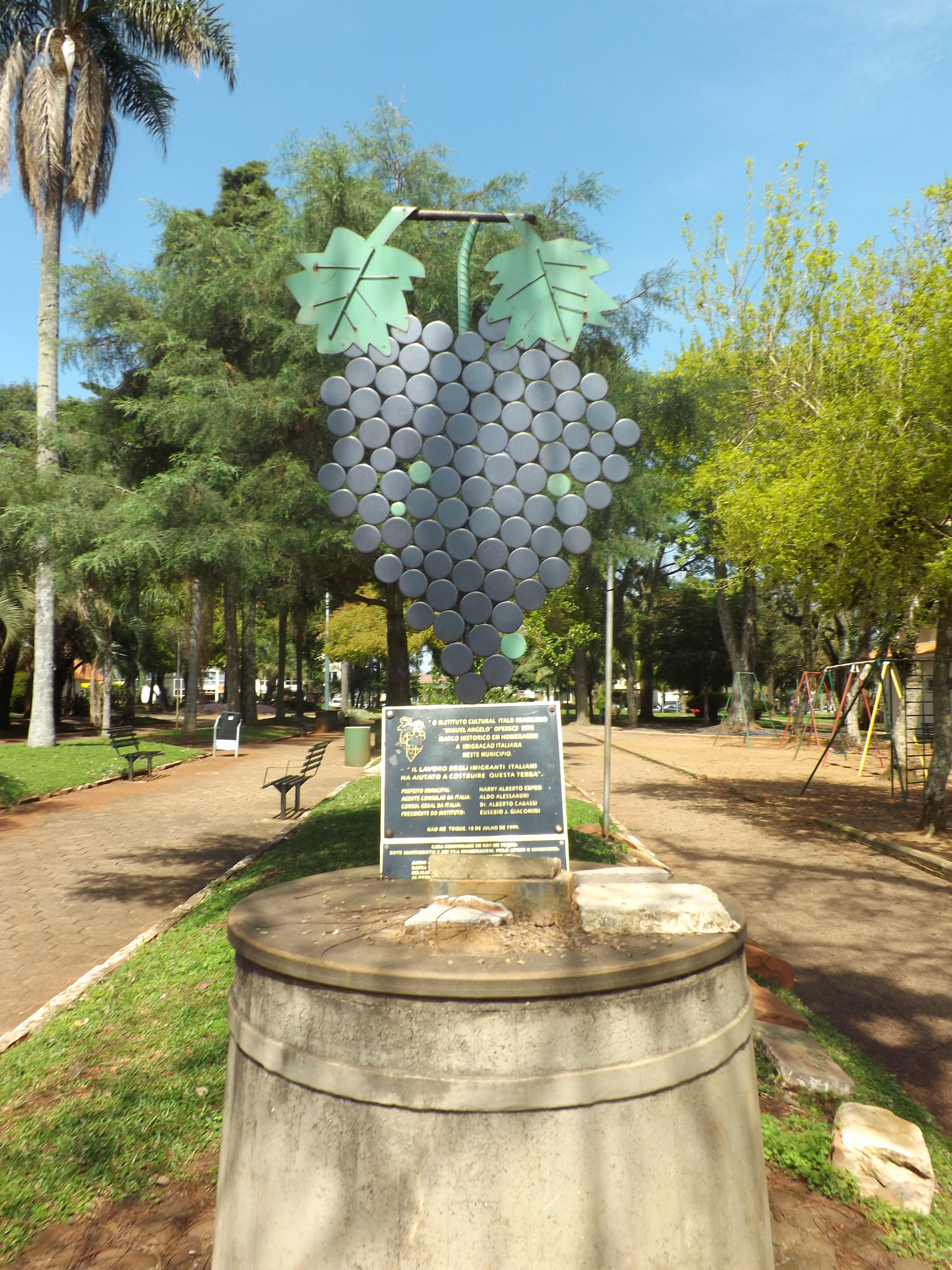
Monumento em homenagem a imigração italiana
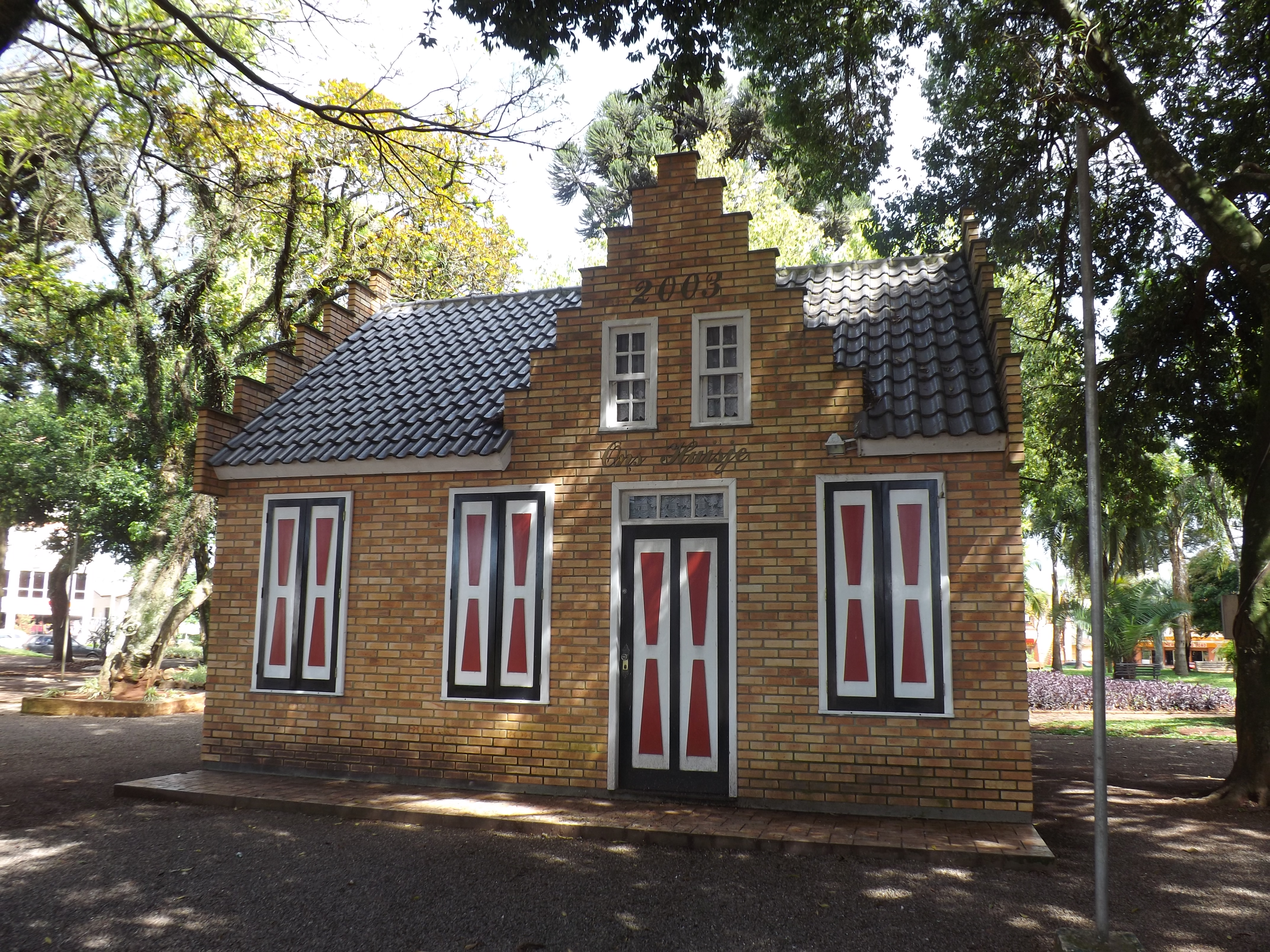
Casa em estilo arquitetônico holandês